# 津久井火工
有限会社津久井火工（つくいかこう）は、打ち上げ花火、玩具花火、火工品の煙火製造販売業者である。東京都東村山市に本店を置き、神奈川県相模原市緑区に工場を持つ。

## 沿革
- 1971年10月：東京都田無市（現・西東京市）で鈴田忠治により創業。
- 1998年：個人向け商品として「花火でプロポーズ!」の販売を開始。同製品は2000年にテレビ朝日系列で放送された『やったるJ』で紹介された。
- 2001年：創業者である鈴田が死去。その後2004年に川上孝行が営業権を購入、代表取締役に就任。本社を現在の東村山市に移転し現在に至る。
- 現在は地域事業へのスポンサー活動にも積極的で、湘南・藤沢地区で活動しているボランティア団体「海さくら」のスポンサーであり共催者でもある。
- また静岡県伊豆市小土肥で毎年4月に俳優の橋爪功が代表を務める「劇団円」が行っている菜の花舞台での花火演出も手がけている。

## 同社が紹介されたテレビ番組
- やったるJ（テレビ朝日）
- FNNスーパーニュース（フジテレビ）
- JNNニュースの森（TBS）
- モー。たいへんでした（日本テレビ）
- 100%キャイ〜ン!（フジテレビ）
- 恋するハニカミ!（TBS）
- 王様のブランチ（TBS）
- ザ!鉄腕!DASH!!（日本テレビ）
- 大笑点（日本テレビ）
- 火曜サプライズ（日本テレビ）
- すイエンサー（NHK Eテレ）